# 美國第十三航空隊
第十三航空隊（英語：Thirteenth Air Force；）是美国太平洋空军曾經下属的一个编号航空隊，指揮部位在夏威夷州的珍珠港-希卡姆聯合基地。該航空軍在冷戰時期總部曾位於菲律賓克拉克空軍基地，自成立以來，第13航空隊從未駐紮過美國本土，它也是美國空軍中最古老的連續活躍編號航空隊之一，司令為空軍少將或中將編制，
該航空隊計劃、指揮和控制、交付和評估亞太地區（不包括韓國戰區）的空中、太空和信息行動，涵蓋從和平時期參與到重大作戰行動的整個安全範圍。
第13航空隊成立於1942年12月14日，位於新喀里多尼亞的普萊恩德斯蓋亞克斯機場，是美國陸軍航空隊的一支作戰空軍，部署到二戰太平洋戰區。它主要在南太平洋開展行動，攻擊所羅門群島、吉爾伯特和馬紹爾群島戰役中的敵軍；馬里亞納和貝里琉戰役和菲律賓戰役（1944-45）。
冷戰期間，第13航空隊留在菲律賓，負責為菲律賓、關島、台灣和沖繩提供防空、指揮和管制任務，以維持第一島鏈的空中優勢，並成為太平洋空軍（PACAF）編號航空隊之一。在朝鮮戰爭期間，其部隊為運往戰區的人員和設備提供了集結地。隨著越南戰爭在1960年代末升級，第13航空隊為駐紮在泰國的美國空軍部隊提供指揮和控制，其部隊在整個印度支那半島執行戰鬥支援任務直到1973年8月。
1972年美國將沖繩歸還日本後，1975年起琉球的防空任務改為由美國第五航空隊（Fifth Air Force）負責，1975年越南戰爭結束後，從泰國撤出所有單位，返回菲律賓，1979年，第13航空隊所有單位撤出台灣後，指揮部一直留在克拉克基地，任務範圍也隨之縮減，直到1991年皮納圖博火山噴發後，美國空軍從克拉克空軍基地撤離，指揮部轉移至關島安德森空軍基地，後於2005年轉移至夏威夷。